# Velká synagoga (Luck)
Velká synagoga v Lucku (ukrajinsky Велика синагога, Velyka synahoha, polsky Wielka Synagoga w Łucku) je nejstarší dochovaná renesanční synagoga města Luck na západě Ukrajiny. Stavba se skládá z budovy samostatné synagogy a také obranné věže. Synagoga je národní památkou Ukrajiny a bývalým centrem židovského obyvatelstva v Lucku. Otevření synagogy proběhlo v roce 1629 a synagoga fungovala až do roku 1939 poté co Sovětská armáda vtrhla do Polska a v roce 1942 byla výrazně poničena. Od 70. let 20. století zde fungoval sportovní klub a v roce 2021 byl majetek předán židovské obci Chabad Lubavič.

## Studie o stáří synagogy
První známé studie, nebo zmínky o velké synagoze v Lucku pocházejí z poloviny 19. století. Tadeusz Stecki psal o synagoze v roce 1876. Hlavní rozdíl od později zjištěných informací byl v tom, že autor považoval tuto stavbu za postavenou ještě před vládou Vytautase v Litevském velkoknížectví. Ve stejném století existovaly další odkazy, které se nevyznačovaly hloubkou výzkumu a to díla od Volodymyra Bonifatijovyče, Oresta Levycského a Nikolaje Petrova. Bonifatijovyč psal že našel na budově cihly s nápisem až z 14. století, pozdější autoři ale takovou cihly najít nemohli.
Alexej Merděr v roce 1910 podrobně popsal historii objektu. Dle dnešních historiků se ale dopustil chyby, protože učinil několik zcela nepodložených prohlášení a také nekriticky přijal informace o synagoze předchozích autorů. Rostislav Metelnycký v roce 2001 také podrobně popsal historii objektu a předložil hypotézy k řešení dosud nevyřešených otázek z historie a architektury památky.

## Historie

### Historie Židovského obyvatelstva před výstavbou synagogy
První zmínky o Židech v Lucku pocházejí z roku 1388, kdy velkokníže Vytautas z Litevského velkoknížectví udělil privilegia všem Židům v knížectví. Obvykle se Židé zabývali vybíráním daní, obchodem, provozovali pivovary, různé dílny. O existenci synagogy ve městě dokládá zpráva o přítomnosti židovského rabína na sjezdu evropských panovníků v roce 1429. Za vlády Zikmunda III. dostal nejstarší židovský štetl Žydivščyna privilegium samosprávy. Na začátku 16. století zde stála zděná synagoga, která byla po nájezdů Tatarů vypálena v roce 1617. Na troskách starší synagogy byla možná vystavěna dnešní synagoga.

### Výstavba synagogy
Po útoku Tatarů byla židovský štetl výrazně poničen a prošel rekonstrukcí. Přesně se neví kdo rekonstrukci financoval, ale předpokládá se, že se složila celá komunita společně s bohatými židovskými rodinami, které v Lucku žily. Celkem rekonstrukce vyšla na 14 000 zlotých.
Kdo přesně stavbu navrhl, kdo byl architektem a realizátorem prací, se zatím neví. V důsledku podobnosti architektonických prvků synagogy, kláštera Pravoslavného společenství v Lucku a Lucké brány v Ostrohu je vysloven názor, že realizátorem prací byla jedna osoba. Stavebníci by mohly pocházet ze zednické dílny z Lublinu či Lvova.
5. května 1626 král Zikmund III. udělil Luckým Židům privilegium postavit na místě staré kamenné synagogy a novou školu. Mniši z Luckého dominikánského řádu, jejichž klášter a kostel se nacházely nedaleko ve vedlejší čtvrti, si stěžovali, že synagoga by mohla být vyšší než jejich kostel, což by narušilo kompoziční strukturu jižní části města. Král Zikmund ale potvrdil i přes stížnosti mnichů stavbu synagogy a přidal ke stavbě i obrannou věž před dalšími možnými útoky nájezdníků.

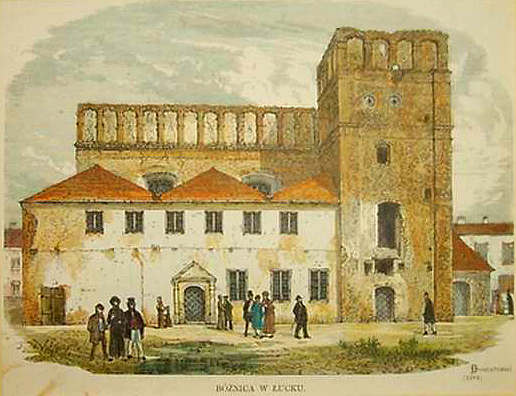
Synagoga v polovině 19. století

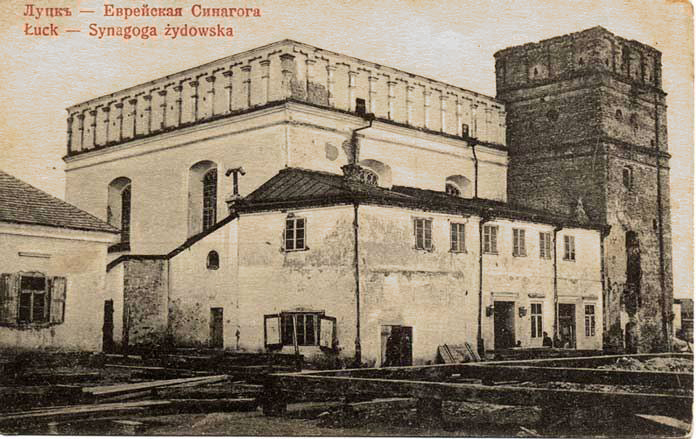
Synagoga na počátku 20. století

### Do druhé světové války
V 17. století se zde nacházela mužská i ženská modlitebna společně s židovskou školou a krátce i Ješivou. Synagoga byla v štetlu nejen náboženským centrem, ale i výchovnou a obrannou, jelikož věž synagogy obsahovala malou zbrojnici zbraní. Stavba byla jedinou Italsko-Polskou renesanční stavbou v Lucku. V roce 1648 byl Luck napaden kozáky, sice věž na synagoze bránila štetl, město i tak padlo.
Počet židovské komunity v Lucku neustále rostl. Navíc se tempo přírůstku populace neustále zvyšovalo. Zatímco v roce 1648 žilo ve městě asi 525 Židů, ve druhé polovině 18. století to bylo asi 1331 obyvatel. To si vynutilo mírné rozšíření hlavních židovských budov. S největší pravděpodobností právě v 18. století došlo k přístavbě druhého patra postranních místností synagogy, které sloužily ješivě a ženám. To umožnilo zvětšit užitnou plochu o 230 m².
V roce 1869 byla synagoga poškozena požárem. Obnova začala až o 15 let později a trvala až do roku 1886. V roce 1881 sestavil rabín seznam všech synagog a modliteben v Lucku. Tento seznam se zachoval a je důležitým zdrojem výzkumů. Od druhé poloviny 19. století se v okolí synagogy nacházely další židovské veřejné budovy, převážně lázně a nemocnice. Kromě toho se v okolí nacházely další synagogy, jejichž počet od té doby v Lucku rychle narůstal a později dosáhl několika desítek.
V důsledku určitých ekonomických a právních rysů se život lucké židovské komunity začal ve druhé polovině 19. století měnit. Objevili se nové štetly s vlastními synagogami. Současné trendy vedly k územnímu a sociálnímu rozptýlení komunity. Na místě synagogy žily chudší židé v dřevěných domcích. To vše vedlo k tomu, že kdysi hlavní synagoga města přestala plnit roli centra židovského života ve městě. Na počátku 20. století tak byly volby předsednictva Hlavní synagogy několikrát narušeny pro nedostatek voličů.
Během první světové války byla synagoga mírně zničena a v roce 1936 byla díky fondům z Volyňského vojvodství rekonstruována.

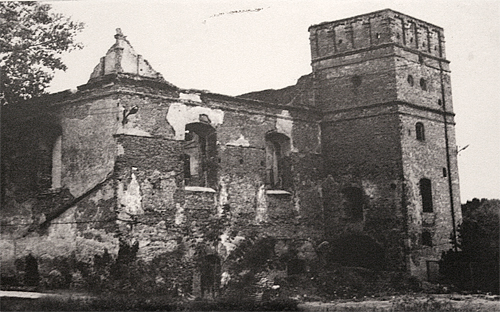
Ruiny synagogy po druhé světové válce

### Druhá světová válka
Luck byl za 2 a půl týdne dobyt sovětskou armádou, která synagogu uzavřela. V roce 1942 bylo město obsazeno německými vojsky. Na území města vytvořili 3 židovská ghetta. Celá židovská populace města byla napadena, domy a veřejné budovy byly vypalovány a zničeny. Jedno z ghett zahrnovalo bývalou čtvrť Žydivščyna , kde se také nacházela Velká synagoga. V srpnu a září 1942 bylo zastřeleno asi 17 000 vězňů ghetta. Zároveň byly v hlavní synagoze umístěny výbušniny. Jaký den k výbuchu došlo, se zatím přesně neví. Dvoupatrové prostory synagogy byly zcela zničeny, střecha, modlitebny a podkroví a samotný sál byl těžce poničen, věž byla téměř nepoškozena, ztratila pouze horní patra.
Trám a vnitřní výzdoba stěn jsou však stále dobře zachovány, podle popisu z roku 1946.

### Po druhé světové válce
Po osvobození sovětskou armádou v roce 1944 zůstala synagoga chátrat na dalších 30 let, mezi tím byla rozebrána západní stěna synagogy a byl ukraden jeden trám. O záchranu památky se podílel Rostislav Metelnycký, který rekonstruoval památku a přeměnil ji na sportovní centrum v 70. letech. Římsa a původní vnitřní polychromovaný dekor restaurován nebyl. 30. května 1995 byla na stěnu bývalé synagogy instalována pamětní cedule mrtvým Židům z Lucku, která také stručně vypovídá o stavbě budovy.

## Architektura

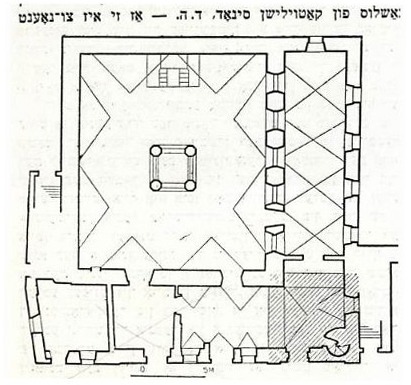
Plán synagogy

### Exteriér
Před zničením v roce 1942 měla synagoga téměř čtvercový půdorys o rozměrech 25x25 m. Tato stavba se skládala ze čtyř hlavních částí: modlitebny pro muže, dvou vedlejších místností pro ženy a pracovny a obranné věže. Výška modlitebny, která se dochovala, je 14 m, tloušťka zdí je 1,5 m a rozměry modlitebny jsou 14x16 m. Výška obranné věže je 17,4 m. Věž má nárožní pilastry, kruhové střílny, okna různých tvarů. Věž a modlitebna jsou po obvodu orámovány atikovým vlysem s klínovitými nikami. V podkroví se nachází střílny. Celá budova je obložena kamennou omítkou.

### Interiér
Stěny interiéru byly výškově rozděleny do 3 úrovní: první tvořily vstupy do modlitebny z dalších místností. Druhé tvořil ozdobný vlys s výklenky, jako atika vnějších fasád, také se zde nacházely štuky a nápisy z Tóry . Třetí úroveň byla tvořena dvěma oblouky na každé stěně, které tvořily klenbu. V obloucích se nachází okna, stejně jako dekorativní štuky nad Aron Ha-kodeš. Vrstvy byly mezi sebou rozděleny vodorovnými liniemi, které vedly podél obvodových zdí . Uprostřed sálu se nacházel čtyřsloupový trám o rozměrech 3,6x3,6 m, podepřený 4 křížovými klenbami. Osmiboké pilíře trámu byly nahoře spojeny oblouky. Archivolta oblouků je zdobena ornamenty. V předsíni byl dřevěný vyřezávaný nábytek. Sedadla byla navržena pro 260 osob.

### Podzemí
První a nejúplnější popis podzemní části synagogy provedl Zbigniew Rewski. Kdy dle jeho výpovědi byly podzemní chodby napojené na městské opevnění. Po roce 1942, kdy byla dvoupatrová synagoga na jihozápadní straně zničena výbušninami, se v klenbě sklepení vytvořil otvor, který byl viditelný zvenčí. Otevřený podzemní objem byl zaplněn odpadky a nebyl prozkoumán. Věž a synagoga jsou konstrukčně propojeny, proto byly s největší pravděpodobností postaveny současně. Mnohé další rysy však naznačují, že současná podzemní část je alespoň částečně architektonickým dědictvím nějaké jiné předchozí stavby.